# CASSA
CASSA is een letterwoord, bedoeld om de principes van efficiënt geheugengebruik samen te vatten. Het is dus een ezelsbruggetje om te helpen onthouden hoe men beter kan onthouden.
Onthouden gaat beter als er wordt gelet op:
- Concentreren: aandachtig waarnemen is voorwaarde om achteraf nog iets te herinneren. Forceer de aandacht: "dit moet ik mij inprenten"
- Associëren: om iets (moeilijks) te onthouden, zoek dan naar associaties (verbanden). Een tekening bij een woord. Een moeilijke datum? Het is misschien de optelling van twee gemakkelijke getallen. Een telefonische mededeling: verbind ze met de spreker, het uur, de plaats, of met iets anders (wat dan ook) wat aanspreekt.
- Structureren: breng orde in de veelheid van te onthouden gegevens. Sorteer naar grootte, herkomst, taal, kleur, vorm, of andere kenmerken die opvallen.
- Selecteren: probeer niet alles te onthouden. Kies wat er echt moet worden onthouden; zoek naar hoofdzaken en selecteer die.
- Aanvaarden: weet dat "alles onthouden" onmogelijk is. Aanvaard die beperking.